# Denis Gonzales
Denis Gonzales est un directeur sportif et dirigeant d'instance sportive français né le 15 janvier 1951 dans l'Aude. Il est actuellement directeur sportif de l'équipe féminine UCI Bizkaia-Durango.

## Biographie
Denis Gonzales découvre le cyclisme professionnel assez tardivement. Avant d'être directeur sportif, il s'implique déjà dans le cyclisme en tant que bénévole au GSC Blagnac. Au début des années 1990, il s'occupe en effet du club de Blagnac. En 1990, Vincent Lavenu il crée avec Vincent Lavenu et quelques équipiers au chômage une équipe pour courir en France. Les débuts de l'équipe sont chaotiques. Denis Gonzales rencontre Lavenu et devant le manque criant de moyens décide de prêter une des Peugeot 505 de son équipe tout en prenant un congé sans solde auprès de son employeur. Il devient directeur sportif de cette équipe qui s'étoffe peu à peu.
Devenu directeur sportif de l'équipe Mosoca en 1991, puis de 1992 l'équipe Eurotel avec Didier Paindaveine qu'il a rencontré l'année précédente. À la fin de l'année, l'équipe disparaît. Il est en 1993 dans l'équipe Russ-Cedico. En 1995, il retrouve Paindavaine qui vient de vivre une saison éprouvante avec Catavana. Il accepte encore une fois d'aider au montage de l'équipe en dirigeant les coureurs sur le terrain.
En juin 1997, il reçoit l'offre de l'équipe américaine US Postal. Il reste une année et demie dans cette équipe qui découvre le Tour de France 1997. C'est d'ailleurs la raison pour laquelle il a été recruté. 
À la fin de l'année 1998, il quitte l'équipe US Postal. Johan Bruyneel est recruté à sa place sur demande de Lance Armstrong. Denis Gonzales retourne chez Paindaveine où il reprend du service avant d'être recruté par Gérard Bulens. À la fin de l'année 2000, il décide de quitter son poste.  
Il continue son activité de Président au comité départemental de Haute-Garonne. Depuis 1992, Il est élu président du comité pour lequel il œuvre depuis de nombreuses années. Sous sa direction le comité passe d'un comité assez modeste à celui d'un des meilleurs de France, surtout dans les jeunes catégories, où le comité de la Haute-Garonne accumule les victoires.
En 2001, il est appelé à prendre en charge l'équipe féminine basque Bizkaia. L'équipe qui existe encore en 2011 remporte de nombreux succès dont la Grande Boucle 2003, etc. 
Denis Gonzales est aussi contacté par l'un de ses anciens coureurs. Akira Asada a en effet créé après la fin de sa carrière la société Asada Akira Cyclisme Japon CO.LTD qui gère l'équipe cycliste Meitan Hompo. L'équipe s'installe en 2005 près de Toulouse grâce à Gonzales, qui amène sa compétence de directeur sportif et un coureur, Mickael Damiens, formé à Blagnac.
L'équipe participe à la plupart des manches de Coupe de France. Elle participe également au Tour du Qatar. Elle ne résiste pas à la crise économique qui frappe le Japon. En 2012, Denis Gonzales continue ses fonctions de président du comité et de Directeur Sportif de l'équipe Féminine Bizkaia-Durango.